# 格罗斯海德
格罗斯海德是德国下萨克森州的一个市镇。总面积69.32平方公里，总人口8604人，其中男性4335人，女性4269人（2011年12月31日），人口密度124人/平方公里。